# Rajania psilostachya
Rajania psilostachya là một loài thực vật có hoa trong họ Dioscoreaceae. Loài này được (Kunth) Uline ex R.Knuth miêu tả khoa học đầu tiên năm 1917.